# MNS血型系统
MNS血型系统（英文：MNS antigen system），亦称MNS抗原系统或MNSs血型系统，是人类血型系统之一。其编码基因位于4号染色体上。MNS血型系统包括超过40种抗原，其中四种最为重要，分别称为M、N、S、s抗原，它们对应的抗体都与输血反应有关。
M、N、S、s抗原均为糖蛋白，与MN有关的糖蛋白称为血型糖蛋白A（glycophorins A，GPA），与Ss有关的称为血型糖蛋白B（glycophorins B，GPB）。

## 发现简史
1927年，生物学家卡尔·兰德施泰纳和菲利普·列文将人类血液输入家兔体内以获得特异性抗体时，发现了M和N抗原。1947年，Walsh和Montgomery发现了另一种抗原，取名S，Sanger等证明此抗原与MN型连锁。1951年列文等又进一步发现了S的对偶抗原s。
这两类血型糖蛋白分别由两个彼此紧密连锁的基因GYPA和GYPB编码。

## 其他抗原
除主要抗原外，MNS血型系统还有许多变异型和亚型，包括U、Mg、Mc、M1、M2、Mk、Mz、Mr、MA、NA、N2、En、Tm、Can、Sj、Mv、Sta、Sz、Sd、Uz、Ux以及称为Milteiberger系列的8个抗原等。这些抗原大都非常罕见。